# 志々伎神社
志々伎神社（しじきじんじゃ）は、長崎県平戸市野子町にある神社。志志伎神社あるいは志自伎神社とも表記する。式内小社、旧社格は県社。九州各地に志々岐・志式・志自岐として分社がある。規模が大きく県下の式内社で最大。ここに古くから伝わる神相撲は、今日の相撲の原形といわれる。平戸全島で行われるジャンガラも当社から広まったものである。

## 概要
創建年代は5世紀頃とも言われるが、正確には不明である。神域は平戸島の南端近くにある志々伎山（標高347.2メートル）を中心としており、古くは山の頂上に上宮、中腹に中宮、麓にある漁村の宮の浦に地の宮（下宮、邊都宮）、そして宮の浦沖の沖ノ島に沖の宮がそれぞれ置かれ、別に別当寺として円満寺が設けられていた。祭神は日本武尊の子、仲哀天皇の異母弟で、神功皇后の三韓征伐に従い、その後当地に留まり西国警護を命ぜられたと伝えられる十城別王（十城別命）で、地の宮は王が設けた武器庫を転用したもの、沖の宮は王の墓所であると伝えられている。
『延喜式』神名帳において肥前国内では4社ある式内社の一つとしてその名があり、壱岐・対馬地域を除く長崎県内では唯一であり、最も古くから知られた神社である。その後も松浦党諸家や周辺地域漁民の崇敬を広く集めた。
現在の祭祀等の中心は中宮となっている。当初は志々伎山山頂下の祠にあったが、永禄2年（1559年）に中腹に、さらに1961年（昭和36年）に明治初年に神仏分離令により廃された円満寺（当社の別当寺）の跡地である現在地に移った。
旧社殿地は1974年（昭和49年）に「旧式内社志々伎神社跡」として長崎県史跡に指定されている。

### 参照
1. ↑  志々伎神社. 角川日本地名大辞典.JLogos.com
2. ↑  “志々伎神社の祭礼”. 志々伎神社-3. なすび歴史館. 2003年5月18日時点のオリジナル[リンク切れ]よりアーカイブ